# The Rascalz
The Rascalz é uma equipe de luta livre profissional americana que atualmente aparece na Total Nonstop Action Wrestling (TNA), composta por Trey Miguel e Zachary Wentz. Na TNA, Wentz é um ex-campeão da X Division da TNA por uma ocasião, e Miguel e Wentz são ex-campeões mundiais de duplas do Impact, também por uma ocasião.
Zachary Wentz e Dezmond Xavier se uniram pela primeira vez como membros do Scarlet and Graves, um grupo na Combat Zone Wrestling (CZW). Em 2018, Wentz e Xavier formaram The Rascalz junto com Trey Miguel e Myron Reed. Wentz, Xavier e Miguel fizeram sua estreia no Impact Wrestling logo depois. O trio deixaria a empresa em novembro de 2020, com Xavier e Wentz assinando com a WWE no mês seguinte, enquanto Miguel seguiu seu próprio caminho e retornou ao Impact Wrestling no mês seguinte. Na WWE, os nomes de Xavier e Wentz foram alterados para Wes Lee e Nash Carter, respectivamente, e eles se apresentaram na marca NXT sob o nome de equipe MSK, onde foram duas vezes campeões de duplas do NXT. Em abril de 2022, Carter foi liberado de seu contrato com a WWE. Carter voltou a ser Wentz e retornou para o circuito independente, reunindo The Rascalz com Miguel e Reed. Em 2023, Wentz retornou ao Impact Wrestling e conquistou o Campeonato Mundial de Duplas do Impact com Miguel, além do Campeonato da X Division da TNA.
Em julho de 2024, Miguel, Wentz e Lee se reuniram no NXT. No entanto, um mês depois, Lee traiu seus ex-companheiros de grupo. Mais tarde, naquele ano, em dezembro, Reed deixou o grupo.

## História

### Formação
Dezmond Xavier e Zachary Wentz formaram a dupla pela primeira vez em um evento do Rockstar Pro, o Amped, em 12 de dezembro de 2015, derrotando Ohio Is 4 Killers (Dave Crist e Jake Crist). Logo depois, eles formaram uma aliança com Dave Crist, JT Davidson e Brittany Blake, chamada Scarlet And Graves, em um evento da Combat Zone Wrestling (CZW), o Seventeen, em 13 de fevereiro de 2016, derrotando Conor Claxton, Frankie Pickard e Neiko Sozio. Xavier e Wentz conquistaram vários títulos de duplas como parte do grupo, incluindo o Campeonato Mundial de Duplas da CZW por duas vezes e o Campeonato de Duplas da All American Wrestling uma vez. Na CZW, eles se separaram de Dave Crist e JT Davidson, com quem Xavier e Wentz começaram a ter rivalidade, e continuaram competindo como Scarlet And Graves. Xavier e Wentz formaram sua primeira parceria com Trey Miguel para derrotar Ohio Is 4 Killers (Dave Crist, Jake Crist e Sami Callihan) em uma luta de portas no EVILution em 8 de julho de 2017.
O Scarlet and Graves foi dissolvido em 2017, e Xavier e Wentz formaram uma nova equipe de duplas chamada The Rascalz na Fight Club Pro, ao se unirem a Meiko Satomura para enfrentar Travis Banks e Aussie Open em uma luta de trios no segundo dia do torneio Dream Tag Team Invitational, em 31 de março de 2018.

## Membros
| * | Membros fundadores |

### Atuais
| Membros                             | Entrada               |
| ----------------------------------- | --------------------- |
| Zachary Wentz / Wentz / Nash Carter | 31 de março de 2018 * |
| Trey Miguel / Trey                  | 7 de abril de 2018    |

### Antigos
| Membros                        | Entrada               | Saída                  |
| ------------------------------ | --------------------- | ---------------------- |
| Dezmond Xavier / Dez / Wes Lee | 31 de março de 2018 * | 6 de agosto de 2024    |
| Myron Reed                     | 7 de abril de 2018    | 10 de dezembro de 2024 |

## Subgrupos

### Antigos
| Afiliados | Membros                           | Período        | Promoção |
| --------- | --------------------------------- | -------------- | -------- |
| MSK       | Nash Carter/Zachary Wentz Wes Lee | 2020–2022 2024 | WWE      |

## Títulos e prêmios
- All American Wrestling
  - AAW Tag Team Championship (1 vez) – Xavier e Wentz[9]
- Circle 6 Wrestling
  - Circle 6 World Championship (1 vez) – Wentz
- Destiny Wrestling
  - Destiny Next Generation Championship (1 vez) – Miguel
- Combat Zone Wrestling
  - CZW World Tag Team Championship (2 vezes) – Xavier e Wentz[10]
- Gleat
  - G-Infinity Championship (1 vez) – Miguel e Wentz
- Pro Wrestling Guerrilla
  - Campeonato Mundial de Duplas da PWG (1 vez) – Xavier e Wentz
- Southside Wrestling Entertainment
  - SWE Tag Team Championship (1 vez) – Xavier e Wentz
- The Wrestling Revolver
  - REVOLVER World Championship (2 vezes) – Miguel (1) e Reed (1)[11]
  - PWR Tag Team Championship (1 vez) – Xavier and Wentz
  - PWR Tag Team Championship One Night Tag Team Tournament (2018) – Xavier e Wentz
- Total Nonstop Action Wrestling
  - Campeonato da X Division da TNA (2 vezes) –  Miguel (1) e Wentz (1)
  - Campeonato Mundial de Duplas do Impact (1 vez) – Miguel e Wentz
  - GFW Super X Cup (2017) – Xavier
  - Impact Turkey Bowl (2018) – Xavier com KM, Alisha Edwards, Kikutaro, Fallah Bahh
  - Torneio de desafiante Nº 1 ao Campeonato Mundial de Duplas do Impact – Miguel e Wentz
- WrestleCircus
  - WC Big Top Tag Team Championship (1 vez) – Miguel e Wentz[12]
- WWE
  - Campeonato de Duplas do NXT (2 vezes) – Lee e Carter[13]
  - Men's Dusty Rhodes Tag Team Classic (2021) – Lee e Carter[14]
- Xtreme Intense Championship Wrestling
  - XICW Tag Team Championship (1 vez) – Miguel, Xavier e Wentz com Aaron Williams, Dave Crist e Kyle Maverick[15]